# Franciscanos de la Cruz Blanca
Los Hermanos Franciscanos de Cruz Blanca son un instituto religioso católico de derecho diocesano, erigido canónicamente en 1989 por Monseñor Carlos Amigo, Arzobispo de Sevilla, el cual, siendo Arzobispo de Tánger, lo aprobó en 1975 como Pía Unión.

## Historia
El fundador es Isidoro Lezcano Guerra, nacido el año 1935 en Tenoya, cerca de Las Palmas de Gran Canaria. Allí cursa sus primeros estudios y trabaja en el campo con sus padres, humildes labradores. Con la ayuda de una bienhechora ingresa en el Seminario, pero no tiene vocación sacerdotal, y lo abandona. A los diecisiete años trabaja de enfermero en un Hospital psiquiátrico, donde ve el sufrimiento de los hombres. Con la ayuda de un tetrapléjico, Félix Alonso, deja aquel trabajo y se dedica a los pobres. Mientras cumple el servicio militar en Tetuán como enfermero, hace continuas visitas a las cabilas, que lo ponen en contacto con personas marginadas y de una pobreza extrema; la gente lo aprecia y acude a él en todas sus múltiples carencias. Terminado el servicio, continúa en Ceuta como empleado del Estado español y con su sueldo alquila una casa para acoger a paralíticos, alcohólicos, enfermos mentales, etc. Se le unen algunos voluntarios. Pero, tras años de trabajo, se queda sin nada y, salvo dos compañeros, todos lo abandonan.
Marcha a Marruecos y decide empezar otra vez desde cero. Abre dos casas en Tánger, vuelve a Ceuta, donde alquila una casa en un barrio pobre y de población mayoritariamente musulmana.
En 1999 son ya 156 los Hermanos que extienden su acción caritativa en 35 casas esparcidas por la geografía española, 2 en Marruecos y 5 en América Latina donde, desde el servicio a los discapacitados físicos y psíquicos, mantienen vivo el carisma de su Fundador: 

«La plena dedicación a los Cristos rotos por el dolor y la marginación, siendo en medio de ellos testimonios vivos del Amor de Dios».

## Características
La Congregación se organiza en «Casas Familiares», que son pequeñas residencias donde viven religiosos y enfermos, acompañados por voluntarios, intentando crear siempre un clima familiar de hogar.
Los Hermanos profesan los tres votos religiosos (castidad, pobreza y obediencia), a los que se añade un cuarto voto de dedicación a los enfermos incurables y a los más pobres y necesitados. Se definen como Hermanos de Cristo, entre sí y de todo hombre, en especial de los pequeños y necesitados; franciscanos, porque quieren vivir como Francisco de Asís la sencillez evangélica, la pobreza alegre y el amor, de la Cruz, que es el sufrimiento de sus acogidos y blanca, porque es el color de esas sábanas donde muchos pasan gran parte de su vida.